# Willi Steputat
Wilhelm „Willi” Steputat (ur. 28 października 1888 w Berlinie, zm. 17 października 1946 tamże) – niemiecki zapaśnik walczący w stylu klasycznym. Olimpijczyk z Sztokholmu 1912, gdzie zajął jedenaste miejsce w wadze średniej.
Czwarty na mistrzostwach świata w 1911 roku.
Mistrz Niemiec w 1923; drugi w 1921 roku.

## Letnie Igrzyska Olimpijskie 1912
| Konkurencja          | Rundy eliminacyjne   | Rundy eliminacyjne | Rundy eliminacyjne     | Klas. końcowa |
| Konkurencja          | Przeciwnik I         | Przeciwnik II      | Przeciwnik III         | Miejsce       |
| -------------------- | -------------------- | ------------------ | ---------------------- | ------------- |
| 75 kg styl klasyczny | Konrad Åberg (FIN) Z | wolny los Z        | Andrea Gargano (ITA) P | 11.           |